# Navega
Navega es el primer disco de la artista caboverdiana Mayra Andrade, editado por Sony y lanzado en 2006.

## Recepción
Ganó el Premio de la crítica discográfica alemana en la categoría de World music.

## Lista de canciones
| N.º | Título                   | Duración |  |
| 1.  | «Dimokránsa»             | 4:28     |  |
| 2.  | «Lapidu na bo»           | 4:25     |  |
| 3.  | «Mana»                   | 4:37     |  |
| 4.  | «Tunuka»                 | 3:46     |  |
| 5.  | «Comme s'il en pleuvait» | 3:44     |  |
| 6.  | «Nha sibitchi»           | 3:46     |  |
| 7.  | «Lua»                    | 3:09     |  |
| 8.  | «Navega»                 | 6:14     |  |
| 9.  | «Poc li dent é tcheu»    | 3:53     |  |
| 10. | «Dispidida»              | 4:33     |  |
| 11. | «Nha Nobréza»            | 3:52     |  |
| 12. | «Regasu»                 | 6:17     |  |